# 利普利亞韋
49°47′17″N 31°33′50″E / 49.78806°N 31.56389°E

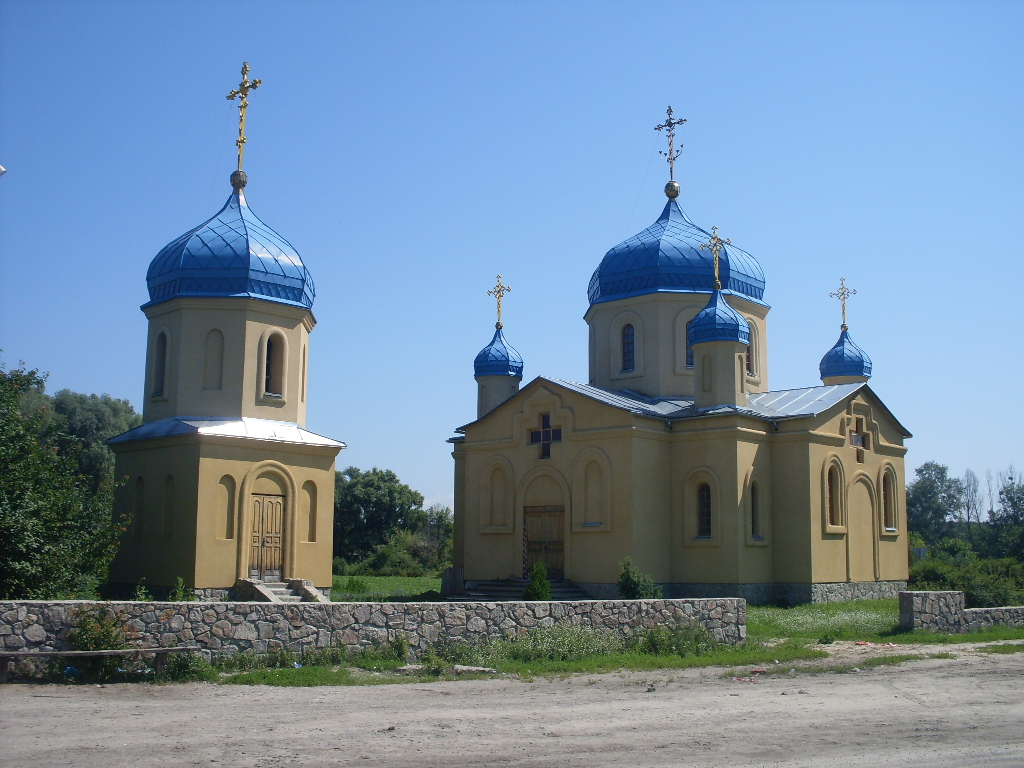
教堂

利普利亞韋（烏克蘭語：Ліпляве）是位於烏克蘭中部的村莊，由切爾卡瑟州切爾卡瑟區的利普利亞韋市鎮負責管轄，並為該市鎮的行政中心。該村面積5.92平方公里，海拔高度86米，2009年人口1,971，人口密度每平方公里333人。